# Xavier Bertoni
Xavier Bertoni (* 4. Mai 1988 in Annemasse, Haute-Savoie) ist ein ehemaliger französischer Freestyle-Skier. Er war auf die Freeski-Disziplin Halfpipe spezialisiert und gewann bei den Weltmeisterschaften 2009 die Bronzemedaille. Im Weltcup gelangen dem X-Games-Gewinner zwei Siege.

## Biografie
Xavier Bertoni gab am 8. März 2004 in Les Contamines sein Debüt im Freestyle-Skiing-Weltcup. Als er zwei Jahre später in den Weltcup zurückkehrte, belegte er in Les Contamines und Apex die Ränge sechs und vier und erreichte in der Disziplinenwertung den dritten Platz. Mitte März 2007 nahm er an den Juniorenweltmeisterschaften in Airolo teil und wurde Achter.
Im folgenden Winter lud ESPN Bertoni erstmals zu den X-Games in Aspen ein, wo er in der Superpipe Platz 14 belegte. Wenige Wochen später schaffte er als Dritter in Valmalenco seinen ersten Weltcup-Podestplatz. Seine erfolgreichste Saison gelang ihm 2008/09. Zunächst entschied er den Halfpipe-Weltcup-Auftakt in Les Contamines für sich, ehe er überraschend auch bei den X-Games reüssieren konnte. Bei seiner zweiten Teilnahme am Buttermilk Mountain setzte er sich mit 93,66 Punkten gegen die favorisierten Tanner Hall und Simon Dumont durch, was medial als „eine der größten Überraschungen der jüngeren X-Games-Geschichte“ beschrieben wurde. Im März gewann er bei den Weltmeisterschaften in Inawashiro hinter Kévin Rolland und Justin Dorey die Bronzemedaille. In der Weltcup-Disziplinenwertung musste er sich nach einem sechsten Platz beim Saisonfinale nur seinem Landsmann Rolland geschlagen geben.
2010 holte Bertoni mit Superpipe-Bronze eine weitere Medaille im Rahmen der X-Games. Ein Jahr später feierte er am Kreischberg seinen zweiten Weltcupsieg, bei den Weltmeisterschaften im Deer Valley wurde er Sechster. Die Weltcup-Disziplinenwertung schloss er wieder als Zweiter ab, diesmal hinter Benoît Valentin. In den folgenden Wintern konnte er nicht mehr an diese Erfolge anknüpfen. Die Qualifikation für die Olympischen Winterspiele 2014 gelang ihm dennoch. In der ersten olympischen Ski-Halfpipe in Rosa Chutor kam er mit gerade einmal 53,4 Punkten nicht über Rang 21 unter 28 Startern hinaus. In der Folge beendete er seine aktive Laufbahn im Leistungssport.
Nach dem Karriereende gründete Bertoni eine auf Freeski spezialisierte Skischule in Morzine.

## Erfolge

### Olympische Spiele
- Sotschi 2014: 21. Halfpipe

### Weltmeisterschaften
- Inawashiro 2009: 3. Halfpipe
- Deer Valley 2011: 6. Halfpipe

### Weltcupwertungen
| Saison  | Gesamt | Gesamt | Halfpipe | Halfpipe |
| Saison  | Platz  | Punkte | Platz    | Punkte   |
| ------- | ------ | ------ | -------- | -------- |
| 2003/04 | 134.   | 4      | 29.      | 11       |
| 2005/06 | 48.    | 18     | 3.       | 90       |
| 2006/07 | 125.   | 3      | 17.      | 14       |
| 2007/08 | 27.    | 27     | 5.       | 137      |
| 2008/09 | 9.     | 44     | 2.       | 220      |
| 2010/11 | 15.    | 34     | 2.       | 172      |
| 2011/12 | 70.    | 13     | 7.       | 66       |
| 2012/13 | 116.   | 9      | 28.      | 47       |
| 2013/14 | 116.   | 10     | 20.      | 52       |

### Weltcupsiege
Bertoni errang im Weltcup 4 Podestplätze, davon 2 Siege:
| Datum           | Ort            | Land       | Disziplin |
| --------------- | -------------- | ---------- | --------- |
| 11. Januar 2009 | Les Contamines | Frankreich | Halfpipe  |
| 21. Januar 2011 | Kreischberg    | Österreich | Halfpipe  |

### Juniorenweltmeisterschaften
- Airolo 2007: 8. Halfpipe

### X-Games
- Aspen 2008: 14. Superpipe
- Aspen 2009: 1. Superpipe
- Aspen 2010: 3. Superpipe

### Weitere Erfolge
- Sieg bei den NZ Freeski Open 2007 in der Halfpipe